# Natamycin
Natamycin, còn được gọi là pimaricin, là một loại thuốc kháng nấm được sử dụng để điều trị nhiễm nấm quanh khu vực mắt.  Các bệnh này cũng bao gồm cả nhiễm trùng mí mắt, kết mạc và giác mạc. Thuốc được sử dụng dưới dạng thuốc nhỏ mắt. Natamycin cũng được sử dụng trong ngành công nghiệp thực phẩm với vai trò như một chất bảo quản.
Phản ứng dị ứng có thể xảy ra khi sử dụng thuốc. Mức độ an toàn nếu sử dụng thuốc trong thời kỳ mang thai hoặc cho con bú vẫn là chưa rõ ràng. Đây là một thuốc thuộc nhóm macrolid và polyene. Natamcyin có thể ức chế sự phát triển của nấm bằng cách ức chế vận chuyển amino acid và glucose qua màng sinh chất, nhờ ức chế một số protein màng nhất định.
Natamycin được phát hiện vào năm 1955 và được chấp thuận cho sử dụng y tế tại Hoa Kỳ vào năm 1978. Nó nằm trong danh sách các thuốc thiết yếu của Tổ chức Y tế Thế giới, tức là nhóm các loại thuốc hiệu quả và an toàn nhất cần thiết trong một hệ thống y tế. Chi phí bán buôn ở các nước đang phát triển là từ 92,90 USD đến 126,72 mỗi chai 5 ml tính đến năm 2015. Thuốc được sản xuất bởi quá trình lên men của xạ khuẩn Streptomyces natalensis.